# Future plc
Future plc — британская медиакомпания. В 2006 году занимала 6-е место в Великобритании по годовому обороту. Издаёт более 150 журналов в таких сферах как видеоигры, техника, автомобилестроение, мотоспорт, музыка и т. д. Future plc — издатель официальных журналов о продукции трёх основных производителей игровых консолей. Имеет листинг на Лондонской фондовой бирже (FUTR).

## История

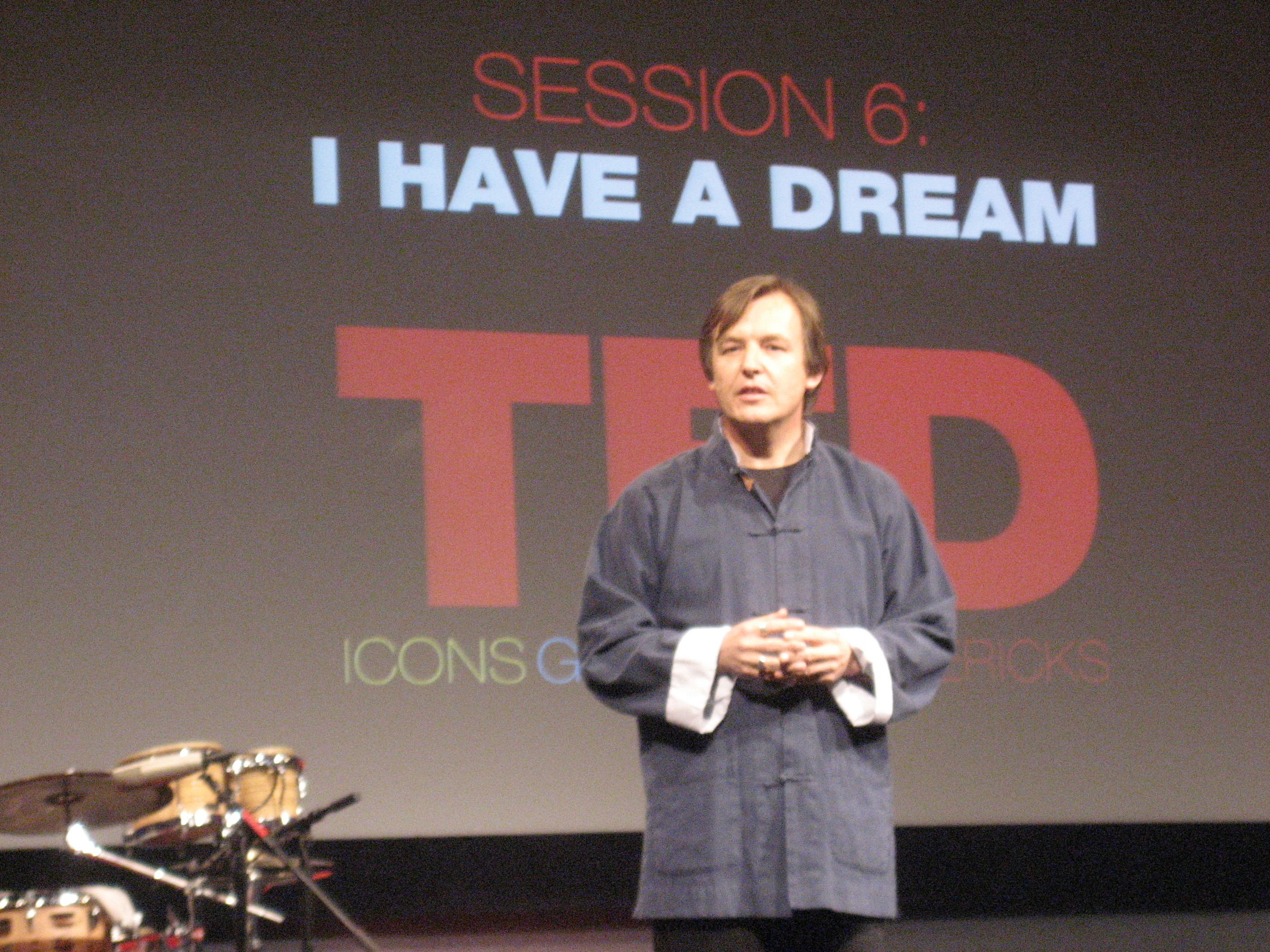
Крис Андерсон (2007 год)

Компания была основана в 1985 году Крисом Андерсоном в Сомертоне (Сомерсет). Новшеством, применённым компанией, стало распространение бесплатного программного обеспечения на компакт-диске, наклеенном на обложку журнала. Future plc — первая организация, использовавшая подобный приём.

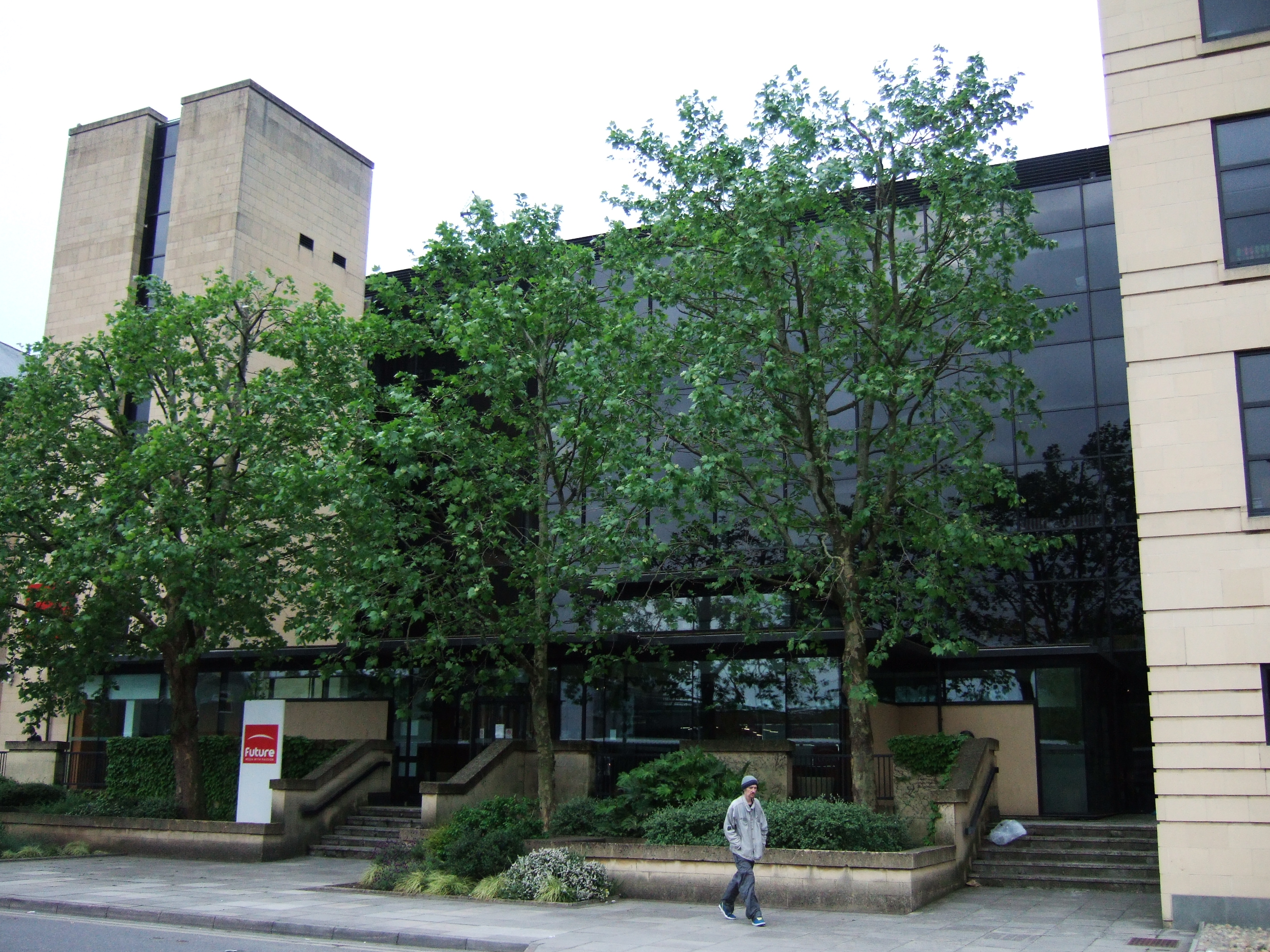
Один из офисов Future plc в Бате

Андерсон продал компанию Pearson plc за £52.7 млн в 1994, однако выкупил обратно в 1998 совместно с генеральным директором Future Грэгом Ингемом и Apax Venture Partners за £142 млн. В 2001 году Андерсон покинул компанию.

## Бренды Future plc
Медиакомпании принадлежит более 150 брендов, включая печатные и электронные издания, а также связанные с ними награды и мероприятия. Большая часть журналов и газет базируется в Великобритании или США, но присутствуют также издания из Австралии и других стран.

## Future US

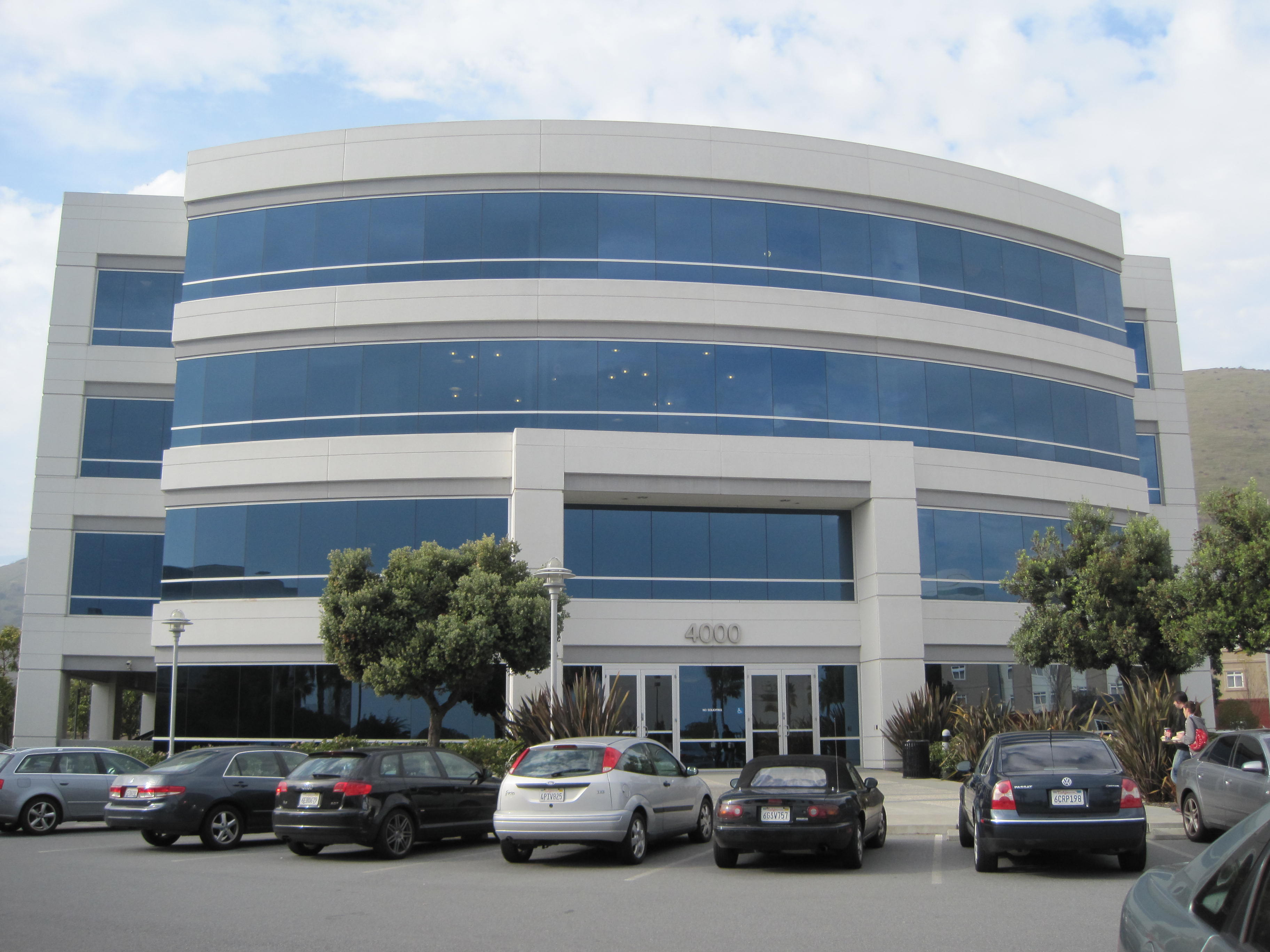
Головной офис Future US в Сан-Франциско

C приходом Future plc на американский рынок в состав медиахолдинга вошло выкупленное Андерсоном издательство GP Publications, выпускавшее единственный журнал — Game Players, впоследствии функционировавшее как Imagine Media и Future Network USA, а в 2005 году получившее своё современное название Future US. Штаб-квартира компании расположена в Сан-Франциско.